# Rabo Saminou
Pour les articles homonymes, voir Gado (homonymie).
Rabo Saminou Gado, né le 23 mai 1986 à Agadez (Niger), est un joueur de football professionnel nigérien évoluant au poste de gardien de but au Cotonsport Garoua.

## Biographie

### En sélection
Rabo Saminou fut utilisé lors d'un match amical contre le Tchad (3-0) gagnée par l'équipe du Niger.

## Palmarès

### Joueur
- Champion du Niger : 2007 avec Sahel SC.
- Vainqueur de la Coupe du Niger : 2006 avec Sahel SC.
- Champion du Nigeria : 2010 avec Enyimba.
- Vainqueur de la Coupe du Nigeria : 2009 avec Enyimba.